# We'll Never Turn Back
We'll Never Turn Back je studiové album americké zpěvačky Mavis Staples. Vydáno bylo 24. dubna roku 2007 společností ANTI- a produkoval jej Ry Cooder spolu se svým synem Joachimem. Deska obsahuje převážně tradicionály a písně přejaté od jiných autorů-interpretů. Album bylo nahráno ve studiu Sound City v kalifornském městě Van Nuys. Novinář Greg Kot zařadil album ve svém žebříčku pro deník Chicago Tribune na první místo nejlepších alb roku 2007.

## Seznam skladeb
1. Down in Mississippi (J. B. Lenoir) 4:57
2. Eyes on the Prize (tradicionál) 4:06
3. We Shall Not Be Moved (tradicionál) 4:31
4. In the Mississippi Rive (Marshall Jones) 4:26
5. On My Way (tradicionál) 4:10
6. This Little Light of Mine (Ry Cooder, tradicionál) 3:22
7. 99 and 1/2 (Ry Cooder, Mavis Staples, tradicionál) 4:46
8. My Own Eyes (David Bartlett, Ry Cooder, Mavis Staples) 7:18
9. Turn Me Around (tradicionál) 3:52
10. We'll Never Turn Back (Bertha Gober) 4:06
11. I'll Be Rested (Ry Cooder, Joachim Cooder, Mavis Staples) 5:44
12. Jesus Is on the Main Line (Mavis Staples, tradicionál) 6:31

## Obsazení
- Mavis Staples – zpěv
- Joachim Cooder – perkuse
- Ry Cooder – kytara, mandolína
- Mike Elizondo – baskytara, klavír
- Betty Fikes – doprovodné vokály
- Rutha Harris – doprovodné vokály
- Jim Keltner – bicí
- Ladysmith Black Mambazo - doprovodné vokály
- Charles Neblett – doprovodné vokály